# 出羽の洲聖
出羽の洲 聖（でわのしま ひじり、1962年11月3日 - 2021年10月9日）は、東京都新島本村（現：新島村）出身で出羽海部屋に所属した元大相撲力士。本名は前田 聖（まえだ ひじり）。身長189cm、体重150kg。最高位は東十両7枚目（1982年11月場所）。得意技は右四つ、寄り、突き。

## 人物
小学校5年生の時から勧誘され、中学校を卒業する時には身長が180cmに達していた。進路決定の締め切り日まで悩んだ挙げ句に「力士になる」と両親に告げて入門し、1978年3月場所に出羽海部屋から初土俵。同期生には横綱・大乃国、幕下付出デビューの大関・朝潮、関脇・水戸泉、小結・琴稲妻、幕内・起利錦、若瀬川などがいる。入門時より期待され、18歳で十両に昇進した同期生の若瀬川とは親友であった。1982年9月場所に19歳で十両に昇進し9勝6敗と勝ち越す。「幕内は間違いなし、末は大関」と将来を嘱望された。しかし、翌1982年11月場所に自己最高位で3勝12敗と大敗してからは幕下生活が長く続き、その間3度の幕下優勝を飾るものの、十両復帰を果たせないでいた。1988年5月場所に33場所振りに十両へ復帰。十両復帰後は連続して5場所務めたが、1989年1月場所に1勝14敗の大敗を喫し再度幕下に陥落。陥落場所の1989年3月場所は4勝3敗と勝ち越したものの、場所後に心臓疾患が見つかった。そのため翌1989年5月場所を全休しそのまま26歳で廃業した。突っ張りがあり、右四つからの寄りは出足も鋭く特に稽古場では強かったが、顎が上がるのと叩く癖があり、大成できなかった。
引退後は交通関係の会社に勤務するなどしたが、2度目の心筋梗塞で倒れて以降は療養生活が続き、晩年は膵臓癌が全身に転移していたという。2021年10月9日に千葉県内の病院で死去。58歳没。

## エピソード
- 同じ出羽海部屋の弟弟子である小結・小城錦は取的時代の一時期「小城ノ洲（おぎのしま）」と名乗っていたが、小城ノ洲の「洲」は出羽の洲本人の四股名が由来。

## 主な成績
- 生涯成績：270勝233敗22休 勝率.537
- 十両成績：43勝62敗 勝率.410
- 現役在位：68場所
- 十両在位：7場所
- 各段優勝
  - 幕下優勝：3回（1985年1月場所、同年9月場所、1987年1月場所）

### 場所別成績
| | 一月場所 初場所（東京） | 三月場所 春場所（大阪） | 五月場所 夏場所（東京） | 七月場所 名古屋場所（愛知） | 九月場所 秋場所（東京） | 十一月場所 九州場所（福岡） |
| --- | ----------------------- | ----------------------- | ----------------------- | --------------------------- | ----------------------- | --------------------------- |
| 1978年 （昭和53年） | x                       | （前相撲）              | 西序ノ口3枚目 5–2       | 西序二段47枚目 3–4          | 東序二段63枚目 5–2      | 西序二段20枚目 2–5          |
| 1979年 （昭和54年） | 東序二段46枚目 6–1      | 東三段目75枚目 3–4      | 東三段目88枚目 4–3      | 東三段目71枚目 5–2          | 東三段目45枚目 3–4      | 西三段目58枚目 4–3          |
| 1980年 （昭和55年） | 東三段目44枚目 4–3      | 東三段目30枚目 4–3      | 東三段目22枚目 4–3      | 西三段目7枚目 3–4           | 西三段目19枚目 3–4      | 西三段目35枚目 5–2          |
| 1981年 （昭和56年） | 東三段目17枚目 6–1      | 東幕下42枚目 4–3        | 東幕下28枚目 4–3        | 東幕下20枚目 3–4            | 西幕下26枚目 4–3        | 西幕下19枚目 4–3            |
| 1982年 （昭和57年） | 西幕下12枚目 4–3        | 西幕下8枚目 2–5         | 東幕下23枚目 6–1        | 西幕下3枚目 4–3             | 東十両13枚目 9–6        | 東十両7枚目 3–12            |
| 1983年 （昭和58年） | 西幕下筆頭 2–5          | 東幕下13枚目 4–3        | 西幕下7枚目 3–4         | 西幕下13枚目 3–4            | 東幕下22枚目 2–5        | 西幕下40枚目 4–0–3          |
| 1984年 （昭和59年） | 東幕下28枚目 5–2        | 東幕下15枚目 2–5        | 西幕下35枚目 6–1        | 東幕下15枚目 0–2–5          | 東幕下45枚目 5–2        | 東幕下28枚目 5–2            |
| 1985年 （昭和60年） | 西幕下15枚目 優勝 6–1   | 西幕下3枚目 1–6         | 東幕下33枚目 2–5        | 西幕下60枚目 5–2            | 西幕下38枚目 優勝 7–0   | 西幕下6枚目 4–3             |
| 1986年 （昭和61年） | 東幕下2枚目 3–4         | 東幕下8枚目 4–3         | 東幕下5枚目 4–3         | 西幕下3枚目 休場 0–0–7      | 西幕下43枚目 4–3        | 西幕下37枚目 3–4            |
| 1987年 （昭和62年） | 東幕下47枚目 優勝 6–1   | 東幕下22枚目 5–2        | 東幕下10枚目 5–2        | 東幕下5枚目 1–6             | 東幕下29枚目 4–3        | 西幕下18枚目 4–3            |
| 1988年 （昭和63年） | 西幕下13枚目 6–1        | 東幕下3枚目 5–2         | 東十両11枚目 8–7        | 西十両9枚目 8–7             | 西十両8枚目 6–9         | 西十両12枚目 8–7            |
| 1989年 （平成元年） | 西十両8枚目 1–14        | 西幕下8枚目 4–3         | 西幕下4枚目 引退 0–0–7  | x                           | x                       | x                           |
| 各欄の数字は、「勝ち-負け-休場」を示す。 優勝 引退 休場 十両 幕下 三賞：敢=敢闘賞、殊=殊勲賞、技=技能賞 その他：★=金星 番付階級：幕内 - 十両 - 幕下 - 三段目 - 序二段 - 序ノ口 幕内序列：横綱 - 大関 - 関脇 - 小結 - 前頭（「#数字」は各位内の序列） |                         |                         |                         |                             |                         |                             |

## 改名歴
- 出羽の洲 聖（でわのしま ひじり）1978年3月場所 - 1989年5月場所